# فورمس

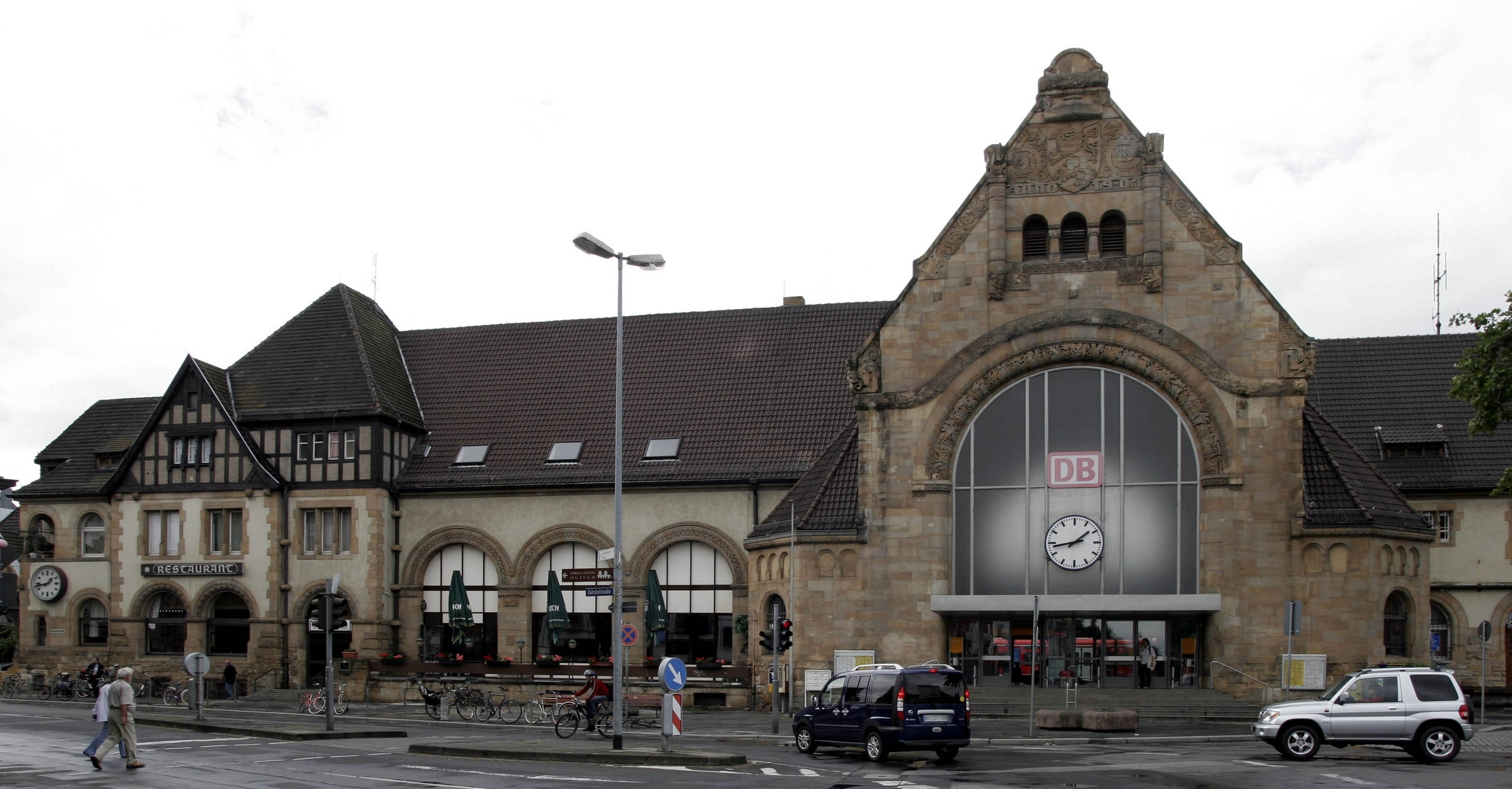
محطة القطار في فرميزة

فرميزة أو فورمس (بالألمانية:Worms) مدينة وميناء نهري في ألمانيا. يبلغ عدد سكانها 82.212 نسمة (إحصائيات 2006). تقع على الضفة الغربية من نهر رين.

ذكرها الإدريسي بقوله:
ويوجد في فرميزة كتدرئية فاخرة تعد أحد الأمثلة الجيدة للهندسة الرومانسية. يرجع تاريخ هذه الكاتدرائية إلى أوائل القرن الحادي عشر الميلادي. وهناك نصب تذكاري لمارتن لوثر في هذه المدينة. ويظهر مارتن لوثر وهو ماثل أمام مجمع فرميزة الكنسي عام 1521، وقد أصدر المجمع الكنسي مرسوم فرميزة الذي أعلن فيه أن مارتن لوثر منشق عن العقيدة. ومن ضمن الأنشطة الاقتصادية في هذه المدينة الشحن البحري وصناعة المواد الكيميائية والأثاث والمصنوعات الجلدية والمكائن والأقمشة.
وقد بنى الجنود الرومان حصنا على الموقع المعروف الآن باسم فرميزة عام 14 ق.م، وخلال القرون الوسطي عقد ممثلو الإمبراطورية الرومانية حوالي 100 مجمع كنسي في هذه المدينة.

## توأمة
لفرميزة اتفاقيات توأمة مع كل من:
- طبريا
- أوكسار
- موبيل
- بارما
- سانت ألبانز
- باوتسن (1990 - )

## أعلام
- رودي كارغوس
- تيمو هيلدبراند
- روبرت السالزبورغي
- بياتريس من هوهنشتاوفن
- ويليام دي كروي
- هرمان شتاودنغر
- سلافكو ستويانوفيتش
- فيليب ويلهلم جونغ